# Campionati sudamericani di nuoto
Il Campionato sudamericano di nuoto è un campionato a cadenza biennale riservato ai paesi membri della Confederación Sudamericana de Natación. Include competizioni di nuoto, tuffi, nuoto sincronizzato, pallanuoto e nuoto in acque libere. La prima edizione ebbe luogo nel 1929 a Santiago del Cile. Nel 2010 i campionati si svolsero all'interno dei Giochi sudamericani, evento multisportivo a cadenza quadriennale riservato alle nazioni sudamericane.

## Storia
La prima edizione dei campionati si svolse nel 1929 a Santiago del Cile, dove erano presenti gli atleti di soli tre paesi: Argentina, Brasile e Cile. Parteciparono solo gli uomini e vennero disputate solo quattro competizioni; i 100 e 400 m stile libero, i 100 m dorso e i 100 m farfalla, oltre alle gare di pallanuoto. Le prova si disputarono nell'impianto aperto poco prima dello "Stadio Militare".
la seconda edizione si svolse solo dopo cinque anni a Buenos Aires, ed ai paesi presenti nella prima edizione si aggiunsero Perù e Uruguay. L'anno seguente, nel 1935, si tenne la terza edizione a Rio de Janeiro, dove parteciparono per la prima volte le donne, che gareggiarono in sei eventi: 100, 200 e 400 m stile libero; 100 m dorso; 200 m rana e 4x100 m stile libero. Proprio due donne erano le protagoniste più importanti di quei campionati, ossia l'Argentina Jeanette Campbell e la brasiliana Maria Lenk.
I seguenti tre campionati si svolsero consecutivamente, nel 1937, 1938 e 1939. Nel 1941 si svolse la settima edizione, che poi non riprenderà fino alla fine della seconda guerra mondiale. Lo svolgimento dei campionati riprese nel 1946, e continuò, con cadenza irregolare, negli anni 1947, 1949 e 1952. Da quest'ultima edizione l'organizzazione decise che i campionati avrebbero avuto una cadenza biennale.

## Edizioni
| Edizione | Anno | Sede                             | Paese     |
| -------- | ---- | -------------------------------- | --------- |
| I        | 1929 | Santiago del Cile                | Cile      |
| II       | 1934 | Buenos Aires                     | Argentina |
| III      | 1935 | Rio de Janeiro                   | Brasile   |
| IV       | 1937 | Montevideo                       | Uruguay   |
| V        | 1938 | Lima                             | Perù      |
| VI       | 1939 | Guayaquil                        | Ecuador   |
| VII      | 1941 | Viña del Mar                     | Cile      |
| VIII     | 1946 | Rio de Janeiro                   | Brasile   |
| VIII     | 1947 | Buenos Aires                     | Argentina |
| X        | 1949 | Montevideo                       | Uruguay   |
| X        | 1952 | Lima                             | Perù      |
| XIII     | 1956 | Viña del Mar                     | Cile      |
| XIV      | 1958 | Montevideo                       | Uruguay   |
| XV       | 1960 | Cali                             | Colombia  |
| XVI      | 1962 | Buenos Aires                     | Argentina |
| XVII     | 1963 | Viña del Mar                     | Cile      |
| XIX      | 1965 | Rio de Janeiro                   | Brasile   |
| XVIII    | 1966 | Lima                             | Perù      |
| XIX      | 1968 | Rio de Janeiro                   | Brasile   |
| XX       | 1970 | Lima                             | Perù      |
| XXI      | 1972 | Arica                            | Cile      |
| XXII     | 1974 | Medellín                         | Colombia  |
| XXIII    | 1976 | Maldonado                        | Uruguay   |
| XXIV     | 1978 | Guayaquil                        | Ecuador   |
| XXV      | 1980 | Buenos Aires                     | Argentina |
| XXVI     | 1982 | La Paz                           | Bolivia   |
| XXVII    | 1984 | Rio de Janeiro                   | Brasile   |
| XXIX     | 1986 | Santiago del Cile                | Cile      |
| XXIX     | 1988 | Medellín                         | Colombia  |
| XXX      | 1990 | Rosario                          | Argentina |
| XXIX     | 1992 | Medellín                         | Colombia  |
| XXXII    | 1994 | Maldonado                        | Uruguay   |
| XXXIII   | 1996 | Porto Alegre                     | Brasile   |
| XXXIV    | 1998 | Barquisimeto                     | Venezuela |
| XXXV     | 2000 | Mar del Plata                    | Argentina |
| XXXVI    | 2002 | Belém                            | Brasile   |
| XXXVII   | 2004 | Maldonado                        | Uruguay   |
| XXXVIII  | 2006 | Medellín / Cartagena             | Colombia  |
| XXXIX    | 2008 | San Paolo                        | Brasile   |
| XL       | 2010 | Medellín (Giochi sudamericani)   | Colombia  |
| XLI      | 2012 | Belém                            | Brasile   |
| XLII     | 2014 | Mar del Plata Buenos Aires       | Argentina |
| XLIII    | 2016 | Trujillo                         | Perù      |
| XLIV     | 2018 | Cochabamba (Giochi sudamericani) | Bolivia   |